# Carolyn Janice Cherry
Carolyn Janice Cherry, bolj znana pod psevdonimom C. J. Cherryh, ameriška pisateljica, * 1. september 1942, St. Louis, Missouri, ZDA.
Cherryh ustvarja na področju znanstvene fantastike in fantazije. Od sredine 1970-tih je napisala več kot 60 knjig. Najbolj odmevni sta Downbelow Station iz leta 1981, nagrajena z Nagrado Hugo, in Cyteen iz leta 1988. Obe se dogajata v njenem izmišljenem Vesolju Korporacije in Unije (Alliance-Union universe).
Cherryh je k svojemu priimku pripela nemi »h«, ker je njen prvi urednik Wollheim menil, da »Cherry« zveni kot, da bi pisal pisec romantičnih romanov. Da bi zakrila dejstvo, da je ženska, je rabila začetnici C. J.. V tistem času je bila večina znanstvenofantastičnih avtorjev moških. Njeno srednje ime se izgovarja z naglasom na drugem zlogu [dʒəˈniːs] (in ne kot običajno [ˈdʒænɪs]).